# Europarlamentari della VIII legislatura
Gli europarlamentari della VIII legislatura, eletti in occasione delle elezioni europee del 2014, furono i seguenti.

## Composizione storica
| Europarlamentare                      | Stato       | Lista                                                                      | Gruppo    |
| ------------------------------------- | ----------- | -------------------------------------------------------------------------- | --------- |
| Lars Adaktusson                       | Svezia      | Democratici Cristiani                                                      | PPE       |
| Isabella Adinolfi                     | Italia      | Movimento 5 Stelle                                                         | EFDD      |
| Marco Affronte                        | Italia      | Movimento 5 Stelle                                                         | EFDD      |
| Laura Agea                            | Italia      | Movimento 5 Stelle                                                         | EFDD      |
| John Stuart Agnew                     | Regno Unito | Partito per l'Indipendenza del Regno Unito                                 | EFDD      |
| Clara Eugenia Aguilera García         | Spagna      | Partito Socialista Operaio Spagnolo                                        | S&D       |
| Daniela Aiuto                         | Italia      | Movimento 5 Stelle                                                         | EFDD      |
| Tim Aker                              | Regno Unito | Partito per l'Indipendenza del Regno Unito                                 | EFDD      |
| Marina Albiol Guzmán                  | Spagna      | La Sinistra Plurale (Sinistra Unita)                                       | GUE/NGL   |
| Jan Philipp Albrecht                  | Germania    | Alleanza 90/I Verdi                                                        | Verdi/ALE |
| Nedzhmi Ali                           | Bulgaria    | Movimento per i Diritti e le Libertà                                       | ALDE      |
| Louis Aliot                           | Francia     | Fronte Nazionale                                                           | NI        |
| Michèle Alliot-Marie                  | Francia     | Unione per un Movimento Popolare                                           | PPE       |
| Lucy Anderson                         | Regno Unito | Partito Laburista                                                          | S&D       |
| Martina Anderson                      | Regno Unito | Sinn Féin                                                                  | GUE/NGL   |
| Max Andersson                         | Svezia      | Partito Ambientalista i Verdi                                              | Verdi/ALE |
| Éric Andrieu                          | Francia     | Partito Socialista                                                         | S&D       |
| Nikos Androulakis                     | Grecia      | Ulivo - Schieramento Democratico                                           | S&D       |
| Gerolf Annemans                       | Belgio      | Blocco Fiammingo                                                           | NI        |
| Andrus Ansip                          | Estonia     | Partito Riformatore Estone                                                 | ALDE      |
| Maria Arena                           | Belgio      | Partito Socialista                                                         | S&D       |
| Pascal Arimont                        | Belgio      | Partito Cristiano Sociale                                                  | PPE       |
| Marie-Christine Arnautu               | Francia     | Fronte Nazionale                                                           | NI        |
| Jonathan Arnott                       | Regno Unito | Partito per l'Indipendenza del Regno Unito                                 | EFDD      |
| Jean Arthuis                          | Francia     | Unione del Centro (UDI - Alleanza Centrista)                               | ALDE      |
| Richard Ashworth                      | Regno Unito | Partito Conservatore                                                       | ECR       |
| Francisco Assis                       | Portogallo  | Partito Socialista                                                         | S&D       |
| Janice Atkinson                       | Regno Unito | Partito per l'Indipendenza del Regno Unito                                 | EFDD      |
| Margrete Auken                        | Danimarca   | Partito Popolare Socialista                                                | Verdi/ALE |
| Petras Auštrevičius                   | Lituania    | Movimento dei Liberali della Repubblica di Lituania                        | ALDE      |
| Inés Ayala Sender                     | Spagna      | Partito Socialista Operaio Spagnolo                                        | S&D       |
| Pilar Ayuso                           | Spagna      | Partito Popolare                                                           | PPE       |
| Johannes Cornelis Van Baalen          | Paesi Bassi | Partito Popolare per la Libertà e la Democrazia                            | ALDE      |
| Georges Bach                          | Lussemburgo | Partito Popolare Cristiano Sociale                                         | PPE       |
| Guillaume Balas                       | Francia     | Partito Socialista                                                         | S&D       |
| Zigmantas Balčytis                    | Lituania    | Partito Socialdemocratico di Lituania                                      | S&D       |
| Zoltán Balczó                         | Ungheria    | Movimento per un'Ungheria Migliore                                         | NI        |
| Burkhard Balz                         | Germania    | Unione Cristiano-Democratica di Germania                                   | PPE       |
| Nikolay Barekov                       | Bulgaria    | Bulgaria senza Censura                                                     | ECR       |
| Amjad Bashir                          | Regno Unito | Partito per l'Indipendenza del Regno Unito                                 | EFDD      |
| Gerard Batten                         | Regno Unito | Partito per l'Indipendenza del Regno Unito                                 | EFDD      |
| Nicolas Bay                           | Francia     | Fronte Nazionale                                                           | NI        |
| Hugues Bayet                          | Belgio      | Partito Socialista                                                         | S&D       |
| Catherine Bearder                     | Regno Unito | Liberal Democratici                                                        | ALDE      |
| Beatriz Becerra Basterrechea          | Spagna      | Unione Progresso e Democrazia                                              | ALDE      |
| Heinz K. Becker                       | Austria     | Partito Popolare Austriaco                                                 | PPE       |
| Tiziana Beghin                        | Italia      | Movimento 5 Stelle                                                         | EFDD      |
| Bas Belder                            | Paesi Bassi | Partito Politico Riformato                                                 | ECR       |
| Ivo Belet                             | Belgio      | Cristiano-Democratici e Fiamminghi                                         | PPE       |
| Bendt Bendtsen                        | Danimarca   | Partito Popolare Conservatore                                              | PPE       |
| Brando Benifei                        | Italia      | Partito Democratico                                                        | S&D       |
| Pervenche Berès                       | Francia     | Partito Socialista                                                         | S&D       |
| Joëlle Bergeron                       | Francia     | Fronte Nazionale (poi Indipendente)                                        | EFDD      |
| Goffredo Bettini                      | Italia      | Partito Democratico                                                        | S&D       |
| Izaskun Bilbao Barandica              | Spagna      | Coalizione per l'Europa (Partito Nazionalista Basco)                       | ALDE      |
| Dominique Bilde                       | Francia     | Fronte Nazionale                                                           | NI        |
| Mara Bizzotto                         | Italia      | Lega Nord                                                                  | NI        |
| Malin Björk                           | Svezia      | Partito della Sinistra                                                     | GUE/NGL   |
| José Blanco López                     | Spagna      | Partito Socialista Operaio Spagnolo                                        | S&D       |
| Vilija Blinkevičiūtė                  | Lituania    | Partito Socialdemocratico di Lituania                                      | S&D       |
| Andrea Bocskor                        | Ungheria    | Fidesz - Unione Civica Ungherese                                           | PPE       |
| Reimer Böge                           | Germania    | Unione Cristiano-Democratica di Germania                                   | PPE       |
| Franc Bogovič                         | Slovenia    | Partito Popolare Sloveno                                                   | PPE       |
| Simona Bonafè                         | Italia      | Partito Democratico                                                        | S&D       |
| Michał Boni                           | Polonia     | Piattaforma Civica                                                         | PPE       |
| Mario Borghezio                       | Italia      | Lega Nord                                                                  | NI        |
| David Borrelli                        | Italia      | Movimento 5 Stelle                                                         | EFDD      |
| Biljana Borzan                        | Croazia     | Partito Socialdemocratico di Croazia                                       | S&D       |
| Victor Boştinaru                      | Romania     | Partito Social Democratico                                                 | S&D       |
| Louise Bours                          | Regno Unito | Partito per l'Indipendenza del Regno Unito                                 | EFDD      |
| Marie-Christine Boutonnet             | Francia     | Fronte Nazionale                                                           | NI        |
| José Bové                             | Francia     | Europa Ecologia I Verdi                                                    | Verdi/ALE |
| Lynn Boylan                           | Irlanda     | Sinn Féin                                                                  | GUE/NGL   |
| Philip Bradbourn                      | Regno Unito | Partito Conservatore                                                       | ECR       |
| Paul Brannen                          | Regno Unito | Partito Laburista                                                          | S&D       |
| Mercedes Bresso                       | Italia      | Partito Democratico                                                        | S&D       |
| Renata Briano                         | Italia      | Partito Democratico                                                        | S&D       |
| Steeve Briois                         | Francia     | Fronte Nazionale                                                           | NI        |
| Elmar Brok                            | Germania    | Unione Cristiano-Democratica di Germania                                   | PPE       |
| Klaus Buchner                         | Germania    | Partito Ecologico-Democratico                                              | Verdi/ALE |
| Daniel Buda                           | Romania     | Partito Democratico Liberale                                               | PPE       |
| Udo Bullmann                          | Germania    | Partito Socialdemocratico di Germania                                      | S&D       |
| Gianluca Buonanno                     | Italia      | Lega Nord                                                                  | NI        |
| Cristian-Silviu Buşoi                 | Romania     | Partito Nazionale Liberale                                                 | PPE       |
| Reinhard Bütikofer                    | Germania    | Alleanza 90/I Verdi                                                        | Verdi/ALE |
| Jerzy Buzek                           | Polonia     | Piattaforma Civica                                                         | PPE       |
| Soledad Cabezón Ruiz                  | Spagna      | Partito Socialista Operaio Spagnolo                                        | S&D       |
| Alain Cadec                           | Francia     | Unione per un Movimento Popolare                                           | PPE       |
| Wim Van De Camp                       | Paesi Bassi | Appello Cristiano Democratico                                              | PPE       |
| David Campbell Bannerman              | Regno Unito | Partito Conservatore                                                       | ECR       |
| Miguel Arias Cañete                   | Spagna      | Partito Popolare                                                           | PPE       |
| Nicola Caputo                         | Italia      | Partito Democratico                                                        | S&D       |
| Matt Carthy                           | Irlanda     | Sinn Féin                                                                  | GUE/NGL   |
| James Carver                          | Regno Unito | Partito per l'Indipendenza del Regno Unito                                 | EFDD      |
| David Casa                            | Malta       | Partito Nazionalista                                                       | PPE       |
| Daniel Caspary                        | Germania    | Unione Cristiano-Democratica di Germania                                   | PPE       |
| Fabio Massimo Castaldo                | Italia      | Movimento 5 Stelle                                                         | EFDD      |
| Pilar Del Castillo Vera               | Spagna      | Partito Popolare                                                           | PPE       |
| Jean-Marie Cavada                     | Francia     | Unione del Centro (UDI - Nuovo Centro)                                     | ALDE      |
| Lorenzo Cesa                          | Italia      | NCD-UDC (Unione di Centro)                                                 | PPE       |
| Dita Charanzová                       | Rep. Ceca   | ANO 2011                                                                   | ALDE      |
| Aymeric Chauprade                     | Francia     | Fronte Nazionale                                                           | NI        |
| Nessa Childers                        | Irlanda     | Indipendente                                                               | S&D       |
| Caterina Chinnici                     | Italia      | Partito Democratico                                                        | S&D       |
| Ole Christensen                       | Danimarca   | Socialdemocratici                                                          | S&D       |
| Kostas Chrysogonos                    | Grecia      | SYRIZA                                                                     | GUE/NGL   |
| Salvatore Cicu                        | Italia      | Forza Italia                                                               | PPE       |
| Alberto Cirio                         | Italia      | Forza Italia                                                               | PPE       |
| Deirdre Clune                         | Irlanda     | Fine Gael                                                                  | PPE       |
| David Coburn                          | Regno Unito | Partito per l'Indipendenza del Regno Unito                                 | EFDD      |
| Carlos Coelho                         | Portogallo  | Alleanza Portogallo (Partito Social Democratico)                           | PPE       |
| Sergio Gaetano Cofferati              | Italia      | Partito Democratico                                                        | S&D       |
| Birgit Collin-Langen                  | Germania    | Unione Cristiano-Democratica di Germania                                   | PPE       |
| Jane Collins                          | Regno Unito | Partito per l'Indipendenza del Regno Unito                                 | EFDD      |
| Lara Comi                             | Italia      | Forza Italia                                                               | PPE       |
| Therese Comodini Cachia               | Malta       | Partito Nazionalista                                                       | PPE       |
| Anna Maria Corazza Bildt              | Svezia      | Partito Moderato                                                           | PPE       |
| Richard Corbett                       | Regno Unito | Partito Laburista                                                          | S&D       |
| Ignazio Corrao                        | Italia      | Movimento 5 Stelle                                                         | EFDD      |
| Silvia Costa                          | Italia      | Partito Democratico                                                        | S&D       |
| Andrea Cozzolino                      | Italia      | Partito Democratico                                                        | S&D       |
| Michael Cramer                        | Germania    | Alleanza 90/I Verdi                                                        | Verdi/ALE |
| Corina Crețu                          | Romania     | Partito Social Democratico                                                 | S&D       |
| Andi Cristea                          | Romania     | Partito Social Democratico                                                 | S&D       |
| Brian Crowley                         | Irlanda     | Fianna Fáil                                                                | ECR       |
| Pál Csáky                             | Slovacchia  | Partito della Coalizione Ungherese                                         | PPE       |
| Ryszard Czarnecki                     | Polonia     | Diritto e Giustizia                                                        | ECR       |
| Peter Van Dalen                       | Paesi Bassi | Unione Cristiana                                                           | ECR       |
| Miriam Dalli                          | Malta       | Partito Laburista                                                          | S&D       |
| Rosa D'Amato                          | Italia      | Movimento 5 Stelle                                                         | EFDD      |
| Seb Dance                             | Regno Unito | Partito Laburista                                                          | S&D       |
| Viorica Dăncilă                       | Romania     | Partito Social Democratico                                                 | S&D       |
| Arnaud Danjean                        | Francia     | Unione per un Movimento Popolare                                           | PPE       |
| Nicola Danti                          | Italia      | Partito Democratico                                                        | S&D       |
| Michel Dantin                         | Francia     | Unione per un Movimento Popolare                                           | PPE       |
| William (The Earl Of) Dartmouth       | Regno Unito | Partito per l'Indipendenza del Regno Unito                                 | EFDD      |
| Rachida Dati                          | Francia     | Unione per un Movimento Popolare                                           | PPE       |
| Philippe De Backer                    | Belgio      | Liberali e Democratici Fiamminghi Aperti                                   | ALDE      |
| Paolo De Castro                       | Italia      | Partito Democratico                                                        | S&D       |
| Angélique Delahaye                    | Francia     | Unione per un Movimento Popolare                                           | PPE       |
| Andor Deli                            | Ungheria    | Fidesz - Unione Civica Ungherese                                           | PPE       |
| Karima Delli                          | Francia     | Europa Ecologia I Verdi                                                    | Verdi/ALE |
| Mady Delvaux-Stehres                  | Lussemburgo | Partito Operaio Socialista Lussemburghese                                  | S&D       |
| Fabio De Masi                         | Germania    | Die Linke                                                                  | GUE/NGL   |
| Mark Demesmaeker                      | Belgio      | Nuova Alleanza Fiamminga                                                   | ECR       |
| Isabella De Monte                     | Italia      | Partito Democratico                                                        | S&D       |
| Jean-Paul Denanot                     | Francia     | Partito Socialista                                                         | S&D       |
| Gérard Deprez                         | Belgio      | Movimento Riformatore                                                      | ALDE      |
| Marielle de Sarnez                    | Francia     | Unione del Centro (Movimento Democratico)                                  | ALDE      |
| Albert Dess                           | Germania    | Unione Cristiano-Sociale in Baviera                                        | PPE       |
| Tamás Deutsch                         | Ungheria    | Fidesz - Unione Civica Ungherese                                           | PPE       |
| Nirj Deva                             | Regno Unito | Partito Conservatore                                                       | ECR       |
| Mircea Diaconu                        | Romania     | Indipendente                                                               | ALDE      |
| Agustín Díaz De Mera García Consuegra | Spagna      | Partito Popolare                                                           | PPE       |
| Martina Dlabajová                     | Rep. Ceca   | ANO 2011                                                                   | ALDE      |
| Anneliese Dodds                       | Regno Unito | Partito Laburista                                                          | S&D       |
| Diane Dodds                           | Regno Unito | Partito Unionista Democratico                                              | NI        |
| Jørn Dohrmann                         | Danimarca   | Partito Popolare Danese                                                    | ECR       |
| Valdis Dombrovskis                    | Lettonia    | Unità                                                                      | PPE       |
| Tomislav Dončev                       | Bulgaria    | Cittadini per lo Sviluppo Europeo della Bulgaria                           | PPE       |
| Herbert Dorfmann                      | Italia      | Südtiroler Volkspartei                                                     | PPE       |
| Mireille D'ornano                     | Francia     | Fronte Nazionale                                                           | NI        |
| Damian Drăghici                       | Romania     | Unione Nazionale per il Progresso della Romania                            | S&D       |
| Andrzej Duda                          | Polonia     | Diritto e Giustizia                                                        | ECR       |
| Ian Duncan                            | Regno Unito | Partito Conservatore                                                       | ECR       |
| Pascal Durand                         | Francia     | Europa Ecologia I Verdi                                                    | Verdi/ALE |
| Angel Dzhambazki                      | Bulgaria    | Movimento Nazionale Bulgaro                                                | ECR       |
| Pablo Echenique                       | Spagna      | Podemos                                                                    | GUE/NGL   |
| Stefan Eck                            | Germania    | Partito per l'Umanità, l'Ambiente e la Protezione degli Animali            | GUE/NGL   |
| Christian Ehler                       | Germania    | Unione Cristiano-Democratica di Germania                                   | PPE       |
| Bas Eickhout                          | Paesi Bassi | Sinistra Verde                                                             | Verdi/ALE |
| Frank Engel                           | Lussemburgo | Partito Popolare Cristiano Sociale                                         | PPE       |
| Georgios Epitideios                   | Grecia      | Alba Dorata                                                                | NI        |
| Norbert Erdős                         | Ungheria    | Fidesz - Unione Civica Ungherese                                           | PPE       |
| Peter Eriksson                        | Svezia      | Partito Ambientalista i Verdi                                              | Verdi/ALE |
| Cornelia Ernst                        | Germania    | Die Linke                                                                  | GUE/NGL   |
| Ismail Ertug                          | Germania    | Partito Socialdemocratico di Germania                                      | S&D       |
| Rosa Estaràs Ferragut                 | Spagna      | Partito Popolare                                                           | PPE       |
| Bill Etheridge                        | Regno Unito | Partito per l'Indipendenza del Regno Unito                                 | EFDD      |
| Jill Evans                            | Regno Unito | Plaid Cymru                                                                | Verdi/ALE |
| Eleonora Evi                          | Italia      | Movimento 5 Stelle                                                         | EFDD      |
| Tanja Fajon                           | Slovenia    | Socialdemocratici                                                          | S&D       |
| Nigel Farage                          | Regno Unito | Partito per l'Indipendenza del Regno Unito                                 | EFDD      |
| José Inácio Faria                     | Portogallo  | Partito della Terra                                                        | ALDE      |
| Fredrick Federley                     | Svezia      | Partito di Centro                                                          | ALDE      |
| Markus Ferber                         | Germania    | Unione Cristiano-Sociale in Baviera                                        | PPE       |
| José Manuel Fernandes                 | Portogallo  | Alleanza Portogallo (Partito Social Democratico)                           | PPE       |
| Jonás Fernández                       | Spagna      | Partito Socialista Operaio Spagnolo                                        | S&D       |
| Édouard Ferrand                       | Francia     | Fronte Nazionale                                                           | NI        |
| Laura Ferrara                         | Italia      | Movimento 5 Stelle                                                         | EFDD      |
| Elisa Ferreira                        | Portogallo  | Partito Socialista                                                         | S&D       |
| João Ferreira                         | Portogallo  | Coalizione Democratica Unitaria (Partito Comunista Portoghese)             | GUE/NGL   |
| Raymond Finch                         | Regno Unito | Partito per l'Indipendenza del Regno Unito                                 | EFDD      |
| Santiago Fisas Ayxelà                 | Spagna      | Partito Popolare                                                           | PPE       |
| Raffaele Fitto                        | Italia      | Forza Italia                                                               | PPE       |
| Christofer Fjellner                   | Svezia      | Partito Moderato                                                           | PPE       |
| Luke Ming Flanagan                    | Irlanda     | Indipendente                                                               | GUE/NGL   |
| Monika Flašíková Beňová               | Slovacchia  | Direzione - Socialdemocrazia                                               | S&D       |
| Knut Fleckenstein                     | Germania    | Partito Socialdemocratico di Germania                                      | S&D       |
| Karl-Heinz Florenz                    | Germania    | Unione Cristiano-Democratica di Germania                                   | PPE       |
| Vicky Ford                            | Regno Unito | Partito Conservatore                                                       | ECR       |
| Eleonora Forenza                      | Italia      | L'Altra Europa con Tsipras                                                 | GUE/NGL   |
| Jacqueline Foster                     | Regno Unito | Partito Conservatore                                                       | ECR       |
| Anna Elżbieta Fotyga                  | Polonia     | Diritto e Giustizia                                                        | ECR       |
| Lampros Fountoulis                    | Grecia      | Alba Dorata                                                                | NI        |
| Ashley Fox                            | Regno Unito | Partito Conservatore                                                       | ECR       |
| Eugen Freund                          | Austria     | Partito Socialdemocratico d'Austria                                        | S&D       |
| Doru-Claudian Frunzulică              | Romania     | Unione Nazionale per il Progresso della Romania                            | S&D       |
| Mariya Gabriel                        | Bulgaria    | Cittadini per lo Sviluppo Europeo della Bulgaria                           | PPE       |
| Michael Gahler                        | Germania    | Unione Cristiano-Democratica di Germania                                   | PPE       |
| Kinga Gál                             | Ungheria    | Fidesz - Unione Civica Ungherese                                           | PPE       |
| Ildikó Gáll-Pelcz                     | Ungheria    | Fidesz - Unione Civica Ungherese                                           | PPE       |
| Francesc Gambús                       | Spagna      | Coalizione per l'Europa (Unione Democratica di Catalogna)                  | PPE       |
| Iratxe García Pérez                   | Spagna      | Partito Socialista Operaio Spagnolo                                        | S&D       |
| Eider Gardiazabal Rubial              | Spagna      | Partito Socialista Operaio Spagnolo                                        | S&D       |
| Elisabetta Gardini                    | Italia      | Forza Italia                                                               | PPE       |
| Enrico Gasbarra                       | Italia      | Partito Democratico                                                        | S&D       |
| Evelyne Gebhardt                      | Germania    | Partito Socialdemocratico di Germania                                      | S&D       |
| Jens Geier                            | Germania    | Partito Socialdemocratico di Germania                                      | S&D       |
| Elena Gentile                         | Italia      | Partito Democratico                                                        | S&D       |
| Gerben-Jan Gerbrandy                  | Paesi Bassi | Democratici 66                                                             | ALDE      |
| Arne Gericke                          | Germania    | Partito delle Famiglie di Germania                                         | ECR       |
| Lidia Joanna Geringer De Oedenberg    | Polonia     | SLD - UP (Alleanza della Sinistra Democratica, poi indipendente)           | S&D       |
| Sven Giegold                          | Germania    | Alleanza 90/I Verdi                                                        | Verdi/ALE |
| Adam Gierek                           | Polonia     | SLD - UP (Unione del Lavoro)                                               | S&D       |
| Jens Gieseke                          | Germania    | Unione Cristiano-Democratica di Germania                                   | PPE       |
| Nathan Gill                           | Regno Unito | Partito per l'Indipendenza del Regno Unito                                 | EFDD      |
| Neena Gill                            | Regno Unito | Partito Laburista                                                          | S&D       |
| Juan Carlos Girauta Vidal             | Spagna      | Ciudadanos                                                                 | ALDE      |
| Julie Girling                         | Regno Unito | Partito Conservatore                                                       | ECR       |
| Michela Giuffrida                     | Italia      | Partito Democratico                                                        | S&D       |
| Manolis Glezos                        | Grecia      | SYRIZA                                                                     | GUE/NGL   |
| Sylvie Goddyn                         | Francia     | Fronte Nazionale                                                           | NI        |
| Charles Goerens                       | Lussemburgo | Partito Democratico                                                        | ALDE      |
| Bruno Gollnisch                       | Francia     | Fronte Nazionale                                                           | NI        |
| Ana Gomes                             | Portogallo  | Partito Socialista                                                         | S&D       |
| Esteban González Pons                 | Spagna      | Partito Popolare                                                           | PPE       |
| Beata Gosiewska                       | Polonia     | Diritto e Giustizia                                                        | ECR       |
| Sylvie Goulard                        | Francia     | Unione del Centro (Movimento Democratico)                                  | ALDE      |
| Marcel De Graaff                      | Paesi Bassi | Partito per la Libertà                                                     | NI        |
| Giorgos Grammatikakis                 | Grecia      | To Potami                                                                  | S&D       |
| Luis De Grandes Pascual               | Spagna      | Partito Popolare                                                           | PPE       |
| Maria Grapini                         | Romania     | Partito Conservatore                                                       | S&D       |
| Ingeborg Grässle                      | Germania    | Unione Cristiano-Democratica di Germania                                   | PPE       |
| Nathalie Griesbeck                    | Francia     | Unione del Centro (Movimento Democratico)                                  | ALDE      |
| Theresa Griffin                       | Regno Unito | Partito Laburista                                                          | S&D       |
| Iveta Grigule                         | Lettonia    | Unione dei Verdi e degli Agricoltori                                       | EFDD      |
| Marek Józef Gróbarczyk                | Polonia     | Diritto e Giustizia                                                        | ECR       |
| Matthias Groote                       | Germania    | Partito Socialdemocratico di Germania                                      | S&D       |
| Françoise Grossetête                  | Francia     | Unione per un Movimento Popolare                                           | PPE       |
| Andrzej Grzyb                         | Polonia     | Partito Popolare Polacco                                                   | PPE       |
| Roberto Gualtieri                     | Italia      | Partito Democratico                                                        | S&D       |
| Enrique Guerrero Salom                | Spagna      | Partito Socialista Operaio Spagnolo                                        | S&D       |
| Sylvie Guillaume                      | Francia     | Partito Socialista                                                         | S&D       |
| Tony Guoga                            | Lituania    | Movimento dei Liberali della Repubblica di Lituania                        | ALDE      |
| Jytte Guteland                        | Svezia      | Partito Socialdemocratico dei Lavoratori di Svezia                         | S&D       |
| Sergio Gutiérrez Prieto               | Spagna      | Partito Socialista Operaio Spagnolo                                        | S&D       |
| András Gyürk                          | Ungheria    | Fidesz - Unione Civica Ungherese                                           | PPE       |
| Takis Hadjigeorgiou                   | Cipro       | Partito Progressista dei Lavoratori                                        | GUE/NGL   |
| Jussi Halla-aho                       | Finlandia   | Veri Finlandesi                                                            | ECR       |
| Thomas Händel                         | Germania    | Die Linke                                                                  | GUE/NGL   |
| Daniel Hannan                         | Regno Unito | Partito Conservatore                                                       | ECR       |
| Marian Harkin                         | Irlanda     | Indipendente                                                               | ALDE      |
| Rebecca Harms                         | Germania    | Alleanza 90/I Verdi                                                        | Verdi/ALE |
| Martin Häusling                       | Germania    | Alleanza 90/I Verdi                                                        | Verdi/ALE |
| Heidi Hautala                         | Finlandia   | Lega Verde                                                                 | Verdi/ALE |
| Brian Hayes                           | Irlanda     | Fine Gael                                                                  | PPE       |
| Anja Hazekamp                         | Paesi Bassi | Partito per gli Animali                                                    | GUE/NGL   |
| Anna Hedh                             | Svezia      | Partito Socialdemocratico dei Lavoratori di Svezia                         | S&D       |
| Eduard-Raul Hellvig                   | Romania     | Partito Nazionale Liberale                                                 | PPE       |
| Roger Helmer                          | Regno Unito | Partito per l'Indipendenza del Regno Unito                                 | EFDD      |
| Hans-Olaf Henkel                      | Germania    | Alternativa per la Germania                                                | ECR       |
| Esther Herranz García                 | Spagna      | Partito Popolare                                                           | PPE       |
| Krzysztof Hetman                      | Polonia     | Partito Popolare Polacco                                                   | PPE       |
| Maria Heubuch                         | Germania    | Alleanza 90/I Verdi                                                        | Verdi/ALE |
| Iris Hoffmann                         | Germania    | Partito Socialdemocratico di Germania                                      | S&D       |
| Monika Hohlmeier                      | Germania    | Unione Cristiano-Sociale in Baviera                                        | PPE       |
| Gunnar Hökmark                        | Svezia      | Partito Moderato                                                           | PPE       |
| György Hölvényi                       | Ungheria    | Partito Popolare Cristiano Democratico                                     | PPE       |
| Mary Honeyball                        | Regno Unito | Partito Laburista                                                          | S&D       |
| Mike Hookem                           | Regno Unito | Partito per l'Indipendenza del Regno Unito                                 | EFDD      |
| Brice Hortefeux                       | Francia     | Unione per un Movimento Popolare                                           | PPE       |
| Richard Howitt                        | Regno Unito | Partito Laburista                                                          | S&D       |
| Danuta Maria Hübner                   | Polonia     | Piattaforma Civica                                                         | PPE       |
| Ian Hudghton                          | Regno Unito | Partito Nazionale Scozzese                                                 | Verdi/ALE |
| Jan Huitema                           | Paesi Bassi | Partito Popolare per la Libertà e la Democrazia                            | ALDE      |
| Filiz Hyusmenova                      | Bulgaria    | Movimento per i Diritti e le Libertà                                       | ALDE      |
| Louis Ide                             | Belgio      | Nuova Alleanza Fiamminga                                                   | ECR       |
| Pablo Iglesias Turrión                | Spagna      | Podemos                                                                    | GUE/NGL   |
| Sophia In 'T Veld                     | Paesi Bassi | Democratici 66                                                             | ALDE      |
| Iliana Iotova                         | Bulgaria    | Partito Socialista Bulgaro                                                 | S&D       |
| Cătălin Ivan                          | Romania     | Partito Social Democratico                                                 | S&D       |
| Robert Jarosław Iwaszkiewicz          | Polonia     | Congresso della Nuova Destra                                               | NI        |
| Liisa Jaakonsaari                     | Finlandia   | Partito Socialdemocratico Finlandese                                       | S&D       |
| Anneli Jäätteenmäki                   | Finlandia   | Partito di Centro Finlandese                                               | ALDE      |
| Dawid Bohdan Jackiewicz               | Polonia     | Diritto e Giustizia                                                        | ECR       |
| Yannick Jadot                         | Francia     | Europa Ecologia I Verdi                                                    | Verdi/ALE |
| Peter Jahr                            | Germania    | Unione Cristiano-Democratica di Germania                                   | PPE       |
| Ivan Jakovčić                         | Croazia     | Dieta Democratica Istriana                                                 | ALDE      |
| Jean-François Jalkh                   | Francia     | Fronte Nazionale                                                           | NI        |
| Diane James                           | Regno Unito | Partito per l'Indipendenza del Regno Unito                                 | EFDD      |
| Hans Jansen                           | Paesi Bassi | Partito per la Libertà                                                     | NI        |
| Ramón Jáuregui Atondo                 | Spagna      | Partito Socialista Operaio Spagnolo                                        | S&D       |
| Benedek Jávor                         | Ungheria    | Insieme 2014                                                               | Verdi/ALE |
| Danuta Jazłowiecka                    | Polonia     | Piattaforma Civica                                                         | PPE       |
| Petr Ježek                            | Rep. Ceca   | ANO 2011                                                                   | ALDE      |
| Teresa Jiménez-Becerril Barrio        | Spagna      | Partito Popolare                                                           | PPE       |
| Eva Joly                              | Francia     | Europa Ecologia I Verdi                                                    | Verdi/ALE |
| Dennis De Jong                        | Paesi Bassi | Partito Socialista                                                         | GUE/NGL   |
| Agnes Jongerius                       | Paesi Bassi | Partito del Lavoro                                                         | S&D       |
| Marc Joulaud                          | Francia     | Unione per un Movimento Popolare                                           | PPE       |
| Josu Juaristi Abaunz                  | Spagna      | Los Pueblos Deciden (Euskal Herria Bildu - Eusko Alkartasuna)              | GUE/NGL   |
| Marek Jurek                           | Polonia     | Diritto e Giustizia (Destra della Repubblica)                              | ECR       |
| Philippe Juvin                        | Francia     | Unione per un Movimento Popolare                                           | PPE       |
| Karin Kadenbach                       | Austria     | Partito Socialdemocratico d'Austria                                        | S&D       |
| Eva Kailī                             | Grecia      | Ulivo - Schieramento Democratico                                           | S&D       |
| Jarosław Kalinowski                   | Polonia     | Partito Popolare Polacco                                                   | PPE       |
| Kaja Kallas                           | Estonia     | Partito Riformatore Estone                                                 | ALDE      |
| Sandra Kalniete                       | Lettonia    | Unità                                                                      | PPE       |
| Syed Kamall                           | Regno Unito | Partito Conservatore                                                       | ECR       |
| Petra Kammerevert                     | Germania    | Partito Socialdemocratico di Germania                                      | S&D       |
| Barbara Kappel                        | Austria     | Partito della Libertà Austriaco                                            | NI        |
| Othmar Karas                          | Austria     | Partito Popolare Austriaco                                                 | PPE       |
| Rina Ronja Kari                       | Danimarca   | Movimento Popolare contro l'UE                                             | GUE/NGL   |
| Sajjad Karim                          | Regno Unito | Partito Conservatore                                                       | ECR       |
| Arturs Krišjānis Kariņš               | Lettonia    | Unità                                                                      | PPE       |
| Rikke Karlsson                        | Danimarca   | Partito Popolare Danese                                                    | ECR       |
| Karol Karski                          | Polonia     | Diritto e Giustizia                                                        | ECR       |
| Georgios Katrougkalos                 | Grecia      | SYRIZA                                                                     | GUE/NGL   |
| Sylvia-Yvonne Kaufmann                | Germania    | Partito Socialdemocratico di Germania                                      | S&D       |
| Manolis Kefalogiannis                 | Grecia      | Nuova Democrazia                                                           | PPE       |
| Tunne Kelam                           | Estonia     | Unione Patria e Res Publica                                                | PPE       |
| Jan Keller                            | Rep. Ceca   | Partito Social Democratico Ceco                                            | S&D       |
| Ska Keller                            | Germania    | Alleanza 90/I Verdi                                                        | Verdi/ALE |
| Seán Kelly                            | Irlanda     | Fine Gael                                                                  | PPE       |
| Afzal Khan                            | Regno Unito | Partito Laburista                                                          | S&D       |
| Timothy Kirkhope                      | Regno Unito | Partito Conservatore                                                       | ECR       |
| Jude Kirton-Darling                   | Regno Unito | Partito Laburista                                                          | S&D       |
| Dieter-Lebrecht Koch                  | Germania    | Unione Cristiano-Democratica di Germania                                   | PPE       |
| Jeppe Kofod                           | Danimarca   | Socialdemocratici                                                          | S&D       |
| Bernd Kölmel                          | Germania    | Alternativa per la Germania                                                | ECR       |
| Kateřina Konečná                      | Rep. Ceca   | Partito Comunista di Boemia e Moravia                                      | GUE/NGL   |
| Janusz Korwin-Mikke                   | Polonia     | Congresso della Nuova Destra                                               | NI        |
| Ádám Kósa                             | Ungheria    | Fidesz - Unione Civica Ungherese                                           | PPE       |
| Dietmar Köster                        | Germania    | Partito Socialdemocratico di Germania                                      | S&D       |
| Elisabeth Köstinger                   | Austria     | Partito Popolare Austriaco                                                 | PPE       |
| Béla Kovács                           | Ungheria    | Movimento per un'Ungheria Migliore                                         | NI        |
| Agnieszka Kozłowska-Rajewicz          | Polonia     | Piattaforma Civica                                                         | PPE       |
| Zdzisław Krasnodębski                 | Polonia     | Diritto e Giustizia                                                        | ECR       |
| Constanze Krehl                       | Germania    | Partito Socialdemocratico di Germania                                      | S&D       |
| Barbara Kudrycka                      | Polonia     | Piattaforma Civica                                                         | PPE       |
| Werner Kuhn                           | Germania    | Unione Cristiano-Democratica di Germania                                   | PPE       |
| Eduard Kukan                          | Slovacchia  | Unione Democratica e Cristiana Slovacca - Partito Democratico              | PPE       |
| Miapetra Kumpula-Natri                | Finlandia   | Partito Socialdemocratico Finlandese                                       | S&D       |
| Kostadinka Kuneva                     | Grecia      | SYRIZA                                                                     | GUE/NGL   |
| Zbigniew Kuźmiuk                      | Polonia     | Diritto e Giustizia                                                        | ECR       |
| Kashetu Kyenge                        | Italia      | Partito Democratico                                                        | S&D       |
| Merja Kyllönen                        | Finlandia   | Alleanza di Sinistra                                                       | GUE/NGL   |
| Miltiadis Kyrkos                      | Grecia      | To Potami                                                                  | S&D       |
| Georgios Kyrtsos                      | Grecia      | Nuova Democrazia                                                           | PPE       |
| Ilhan Kyuchyuk                        | Bulgaria    | Movimento per i Diritti e le Libertà                                       | ALDE      |
| Alain Lamassoure                      | Francia     | Unione per un Movimento Popolare                                           | PPE       |
| Jean Lambert                          | Regno Unito | Partito Verde di Inghilterra e Galles                                      | Verdi/ALE |
| Philippe Lamberts                     | Belgio      | Ecolo                                                                      | Verdi/ALE |
| Alexander Graf Lambsdorff             | Germania    | Partito Liberale Democratico                                               | ALDE      |
| Gabrielius Landsbergis                | Lituania    | Unione della Patria - Democratici Cristiani di Lituania                    | PPE       |
| Bernd Lange                           | Germania    | Partito Socialdemocratico di Germania                                      | S&D       |
| Esther De Lange                       | Paesi Bassi | Appello Cristiano Democratico                                              | PPE       |
| Werner Langen                         | Germania    | Unione Cristiano-Democratica di Germania                                   | PPE       |
| Marju Lauristin                       | Estonia     | Partito Socialdemocratico                                                  | S&D       |
| Giovanni La Via                       | Italia      | NCD-UDC (Nuovo Centrodestra)                                               | PPE       |
| Jérôme Lavrilleux                     | Francia     | Unione per un Movimento Popolare                                           | PPE       |
| Gilles Lebreton                       | Francia     | Fronte Nazionale                                                           | NI        |
| Constance Le Grip                     | Francia     | Unione per un Movimento Popolare                                           | PPE       |
| Ryszard Antoni Legutko                | Polonia     | Diritto e Giustizia                                                        | ECR       |
| Patrick Le Hyaric                     | Francia     | Fronte di Sinistra (Partito Comunista Francese)                            | GUE/NGL   |
| Jörg Leichtfried                      | Austria     | Partito Socialdemocratico d'Austria                                        | S&D       |
| Jo Leinen                             | Germania    | Partito Socialdemocratico di Germania                                      | S&D       |
| Jeroen Lenaers                        | Paesi Bassi | Appello Cristiano Democratico                                              | PPE       |
| Jean-Marie Le Pen                     | Francia     | Fronte Nazionale                                                           | NI        |
| Marine Le Pen                         | Francia     | Fronte Nazionale                                                           | NI        |
| Janusz Lewandowski                    | Polonia     | Piattaforma Civica                                                         | PPE       |
| Andrew Lewer                          | Regno Unito | Partito Conservatore                                                       | ECR       |
| Bogusław Liberadzki                   | Polonia     | SLD - UP (Alleanza della Sinistra Democratica)                             | S&D       |
| Peter Liese                           | Germania    | Unione Cristiano-Democratica di Germania                                   | PPE       |
| Arne Lietz                            | Germania    | Partito Socialdemocratico di Germania                                      | S&D       |
| Norbert Lins                          | Germania    | Unione Cristiano-Democratica di Germania                                   | PPE       |
| Barbara Lochbihler                    | Germania    | Alleanza 90/I Verdi                                                        | Verdi/ALE |
| Philippe Loiseau                      | Francia     | Fronte Nazionale                                                           | NI        |
| Verónica Lope Fontagné                | Spagna      | Partito Popolare                                                           | PPE       |
| Javi López                            | Spagna      | Partito Socialista Operaio Spagnolo (Partito dei Socialisti di Catalogna)  | S&D       |
| Juan Fernando López Aguilar           | Spagna      | Partito Socialista Operaio Spagnolo                                        | S&D       |
| Paloma López Bermejo                  | Spagna      | La Sinistra Plurale (Sinistra Unita)                                       | GUE/NGL   |
| Antonio López-Istúriz White           | Spagna      | Partito Popolare                                                           | PPE       |
| Sabine Lösing                         | Germania    | Die Linke                                                                  | GUE/NGL   |
| Isabella Lövin                        | Svezia      | Partito Ambientalista i Verdi                                              | Verdi/ALE |
| Bernd Lucke                           | Germania    | Alternativa per la Germania                                                | ECR       |
| Olle Ludvigsson                       | Svezia      | Partito Socialdemocratico dei Lavoratori di Svezia                         | S&D       |
| Elżbieta Katarzyna Łukacijewska       | Polonia     | Piattaforma Civica                                                         | PPE       |
| Ulrike Lunacek                        | Austria     | I Verdi                                                                    | Verdi/ALE |
| Peter Lundgren                        | Svezia      | Democratici Svedesi                                                        | EFDD      |
| Krystyna Łybacka                      | Polonia     | SLD - UP (Alleanza della Sinistra Democratica)                             | S&D       |
| David McAllister                      | Germania    | Unione Cristiano-Democratica di Germania                                   | PPE       |
| Linda Mcavan                          | Regno Unito | Partito Laburista                                                          | S&D       |
| Emma McClarkin                        | Regno Unito | Partito Conservatore                                                       | ECR       |
| Mairead McGuinness                    | Irlanda     | Fine Gael                                                                  | PPE       |
| Petr Mach                             | Rep. Ceca   | Partito dei Liberi Cittadini                                               | EFDD      |
| Anthea Mcintyre                       | Regno Unito | Partito Conservatore                                                       | ECR       |
| Monica Luisa Macovei                  | Romania     | Partito Democratico Liberale                                               | PPE       |
| Vicky Maeijer                         | Paesi Bassi | Partito per la Libertà                                                     | NI        |
| Ivana Maletić                         | Croazia     | Unione Democratica Croata                                                  | PPE       |
| Svetoslav Hristov Malinov             | Bulgaria    | Democratici per una Bulgaria Forte                                         | PPE       |
| Curzio Maltese                        | Italia      | L'Altra Europa con Tsipras                                                 | GUE/NGL   |
| Andrejs Mamikins                      | Lettonia    | Partito Socialdemocratico "Armonia"                                        | S&D       |
| Ramona Mănescu                        | Romania     | Partito Nazionale Liberale                                                 | PPE       |
| Vladimír Maňka                        | Slovacchia  | Direzione - Socialdemocrazia                                               | S&D       |
| Thomas Mann                           | Germania    | Unione Cristiano-Democratica di Germania                                   | PPE       |
| Louis-Joseph Manscour                 | Francia     | Partito Socialista                                                         | S&D       |
| Ernest Maragall                       | Spagna      | La Sinistra per il Diritto a Decidere (Nuova Sinistra Catalana)            | Verdi/ALE |
| Notis Marias                          | Grecia      | Greci Indipendenti                                                         | ECR       |
| Marian-Jean Marinescu                 | Romania     | Partito Democratico Liberale                                               | PPE       |
| António Marinho e Pinto               | Portogallo  | Partito della Terra                                                        | ALDE      |
| David Martin                          | Regno Unito | Partito Laburista                                                          | S&D       |
| Dominique Martin                      | Francia     | Fronte Nazionale                                                           | NI        |
| Edouard Martin                        | Francia     | Partito Socialista                                                         | S&D       |
| Fulvio Martusciello                   | Italia      | Forza Italia                                                               | PPE       |
| Michał Marusik                        | Polonia     | Congresso della Nuova Destra                                               | NI        |
| Jiří Maštálka                         | Rep. Ceca   | Partito Comunista di Boemia e Moravia                                      | GUE/NGL   |
| Barbara Matera                        | Italia      | Forza Italia                                                               | PPE       |
| Marisa Matias                         | Portogallo  | Blocco di Sinistra                                                         | GUE/NGL   |
| Gabriel Mato                          | Spagna      | Partito Popolare                                                           | PPE       |
| Fernando Maura Barandiarán            | Spagna      | Unione Progresso e Democrazia                                              | ALDE      |
| Emmanuel Maurel                       | Francia     | Partito Socialista                                                         | S&D       |
| Costas Mavrides                       | Cipro       | Partito Democratico                                                        | S&D       |
| Georg Mayer                           | Austria     | Partito della Libertà Austriaco                                            | NI        |
| Valentinas Mazuronis                  | Lituania    | Ordine e Giustizia                                                         | EFDD      |
| Gesine Meissner                       | Germania    | Partito Liberale Democratico                                               | ALDE      |
| Jean-Luc Mélenchon                    | Francia     | Fronte di Sinistra (Partito di Sinistra)                                   | GUE/NGL   |
| Joëlle Mélin                          | Francia     | Fronte Nazionale                                                           | NI        |
| Susanne Melior                        | Germania    | Partito Socialdemocratico di Germania                                      | S&D       |
| Nuno Melo                             | Portogallo  | Alleanza Portogallo (CDS - Partito Popolare)                               | PPE       |
| Morten Messerschmidt                  | Danimarca   | Partito Popolare Danese                                                    | ECR       |
| Tamás Meszerics                       | Ungheria    | La Politica può essere Diversa                                             | Verdi/ALE |
| Roberta Metsola                       | Malta       | Partito Nazionalista                                                       | PPE       |
| Willy Meyer                           | Spagna      | La Sinistra Plurale (Sinistra Unita)                                       | GUE/NGL   |
| Louis Michel                          | Belgio      | Movimento Riformatore                                                      | ALDE      |
| Martina Michels                       | Germania    | Die Linke                                                                  | GUE/NGL   |
| Iskra Mihaylova                       | Bulgaria    | Movimento per i Diritti e le Libertà                                       | ALDE      |
| Miroslav Mikolášik                    | Slovacchia  | Movimento Cristiano-Democratico                                            | PPE       |
| Francisco José Millán Mon             | Spagna      | Partito Popolare                                                           | PPE       |
| Matthijs Van Miltenburg               | Paesi Bassi | Democratici 66                                                             | ALDE      |
| Anne-Marie Mineur                     | Paesi Bassi | Partito Socialista                                                         | GUE/NGL   |
| Marlene Mizzi                         | Malta       | Partito Laburista                                                          | S&D       |
| Angelika Mlinar                       | Austria     | NEOS                                                                       | ALDE      |
| Giulia Moi                            | Italia      | Movimento 5 Stelle                                                         | EFDD      |
| Sorin Moisă                           | Romania     | Partito Social Democratico                                                 | S&D       |
| Csaba Molnár                          | Ungheria    | Coalizione Democratica                                                     | S&D       |
| Bernard Monot                         | Francia     | Fronte Nazionale                                                           | NI        |
| Cláudia Monteiro De Aguiar            | Portogallo  | Alleanza Portogallo (Partito Social Democratico)                           | PPE       |
| Sophie Montel                         | Francia     | Fronte Nazionale                                                           | NI        |
| Clare Moody                           | Regno Unito | Partito Laburista                                                          | S&D       |
| Claude Moraes                         | Regno Unito | Partito Laburista                                                          | S&D       |
| Nadine Morano                         | Francia     | Unione per un Movimento Popolare                                           | PPE       |
| Alessandra Moretti                    | Italia      | Partito Democratico                                                        | S&D       |
| Luigi Morgano                         | Italia      | Partito Democratico                                                        | S&D       |
| Elisabeth Morin-Chartier              | Francia     | Unione per un Movimento Popolare                                           | PPE       |
| Krisztina Morvai                      | Ungheria    | Movimento per un'Ungheria Migliore                                         | NI        |
| Alessia Mosca                         | Italia      | Partito Democratico                                                        | S&D       |
| Ulrike Müller                         | Germania    | Liberi Elettori                                                            | ALDE      |
| Siegfried Mureşan                     | Romania     | Partito del Movimento Popolare                                             | PPE       |
| Renaud Muselier                       | Francia     | Unione per un Movimento Popolare                                           | PPE       |
| Alessandra Mussolini                  | Italia      | Forza Italia                                                               | PPE       |
| József Nagy                           | Slovacchia  | Most-Híd                                                                   | PPE       |
| Javier Nart                           | Spagna      | Ciudadanos                                                                 | ALDE      |
| Victor Negrescu                       | Romania     | Partito Social Democratico                                                 | S&D       |
| Momchil Nekov                         | Bulgaria    | Partito Socialista Bulgaro                                                 | S&D       |
| Annemie Neyts-Uyttebroeck             | Belgio      | Liberali e Democratici Fiamminghi Aperti                                   | ALDE      |
| Norbert Neuser                        | Germania    | Partito Socialdemocratico di Germania                                      | S&D       |
| Dan Nica                              | Romania     | Partito Social Democratico                                                 | S&D       |
| James Nicholson                       | Regno Unito | Partito Unionista dell'Ulster                                              | ECR       |
| Norica Nicolai                        | Romania     | Partito Nazionale Liberale                                                 | PPE       |
| Angelika Niebler                      | Germania    | Unione Cristiano-Democratica di Germania                                   | PPE       |
| Luděk Niedermayer                     | Rep. Ceca   | TOP 09                                                                     | PPE       |
| Péter Niedermüller                    | Ungheria    | Coalizione Democratica                                                     | S&D       |
| Cora Van Nieuwenhuizen                | Paesi Bassi | Partito Popolare per la Libertà e la Democrazia                            | ALDE      |
| Jens Nilsson                          | Svezia      | Partito Socialdemocratico dei Lavoratori di Svezia                         | S&D       |
| Liadh Ní Riada                        | Irlanda     | Sinn Féin                                                                  | GUE/NGL   |
| Lambert Van Nistelrooij               | Paesi Bassi | Appello Cristiano Democratico                                              | PPE       |
| Maria Noichl                          | Germania    | Partito Socialdemocratico di Germania                                      | S&D       |
| Andrey Novakov                        | Bulgaria    | Cittadini per lo Sviluppo Europeo della Bulgaria                           | PPE       |
| Paul Nuttall                          | Regno Unito | Partito per l'Indipendenza del Regno Unito                                 | EFDD      |
| Franz Obermayr                        | Austria     | Partito della Libertà Austriaco                                            | NI        |
| Patrick O'flynn                       | Regno Unito | Partito per l'Indipendenza del Regno Unito                                 | EFDD      |
| Jan Olbrycht                          | Polonia     | Piattaforma Civica                                                         | PPE       |
| Younous Omarjee                       | Francia     | Union pour les Outremer                                                    | GUE/NGL   |
| Stanisław Ożóg                        | Polonia     | Diritto e Giustizia                                                        | ECR       |
| Artis Pabriks                         | Lettonia    | Unità                                                                      | PPE       |
| Maite Pagazaurtundúa Ruiz             | Spagna      | Unione Progresso e Democrazia                                              | ALDE      |
| Rolandas Paksas                       | Lituania    | Ordine e Giustizia                                                         | EFDD      |
| Pier Antonio Panzeri                  | Italia      | Partito Democratico                                                        | S&D       |
| Massimo Paolucci                      | Italia      | Partito Democratico                                                        | S&D       |
| Demetris Papadakis                    | Cipro       | Movimento dei Socialdemocratici - EDEK                                     | S&D       |
| Kōnstantinos Papadakīs                | Grecia      | Partito Comunista di Grecia                                                | NI        |
| Dimitrios Papadimoulis                | Grecia      | SYRIZA                                                                     | GUE/NGL   |
| Gilles Pargneaux                      | Francia     | Partito Socialista                                                         | S&D       |
| Margot Parker                         | Regno Unito | Partito per l'Indipendenza del Regno Unito                                 | EFDD      |
| Ioan Mircea Paşcu                     | Romania     | Partito Social Democratico                                                 | S&D       |
| Aldo Patriciello                      | Italia      | Forza Italia                                                               | PPE       |
| Marit Paulsen                         | Svezia      | Partito Popolare Liberale                                                  | ALDE      |
| Eva Paunova                           | Bulgaria    | Cittadini per lo Sviluppo Europeo della Bulgaria                           | PPE       |
| Piernicola Pedicini                   | Italia      | Movimento 5 Stelle                                                         | EFDD      |
| Vincent Peillon                       | Francia     | Partito Socialista                                                         | S&D       |
| Alojz Peterle                         | Slovenia    | Nuova Slovenia - Partito Popolare Cristiano                                | PPE       |
| Morten Helveg Petersen                | Danimarca   | Sinistra Radicale                                                          | ALDE      |
| Marijana Petir                        | Croazia     | Partito Contadino Croato                                                   | PPE       |
| Florian Philippot                     | Francia     | Fronte Nazionale                                                           | NI        |
| Pina Picierno                         | Italia      | Partito Democratico                                                        | S&D       |
| Tonino Picula                         | Croazia     | Partito Socialdemocratico di Croazia                                       | S&D       |
| Bolesław G. Piecha                    | Polonia     | Diritto e Giustizia                                                        | ECR       |
| Markus Pieper                         | Germania    | Unione Cristiano-Democratica di Germania                                   | PPE       |
| Sirpa Pietikäinen                     | Finlandia   | Partito di Coalizione Nazionale                                            | PPE       |
| Mirosław Piotrowski                   | Polonia     | Diritto e Giustizia                                                        | ECR       |
| Kati Piri                             | Paesi Bassi | Partito del Lavoro                                                         | S&D       |
| Georgi Pirinski                       | Bulgaria    | Partito Socialista Bulgaro                                                 | S&D       |
| Julia Pitera                          | Polonia     | Piattaforma Civica                                                         | PPE       |
| Gianni Pittella                       | Italia      | Partito Democratico                                                        | S&D       |
| Andrej Plenković                      | Croazia     | Unione Democratica Croata                                                  | PPE       |
| Marek Plura                           | Polonia     | Piattaforma Civica                                                         | PPE       |
| Pavel Poc                             | Rep. Ceca   | Partito Social Democratico Ceco                                            | S&D       |
| Miroslav Poche                        | Rep. Ceca   | Partito Social Democratico Ceco                                            | S&D       |
| Salvatore Domenico Pogliese           | Italia      | Forza Italia                                                               | PPE       |
| Stanislav Polčák                      | Rep. Ceca   | TOP 09                                                                     | PPE       |
| Maurice Ponga                         | Francia     | Unione per un Movimento Popolare                                           | PPE       |
| Tomasz Piotr Poręba                   | Polonia     | Diritto e Giustizia                                                        | ECR       |
| Jiří Pospíšil                         | Rep. Ceca   | TOP 09                                                                     | PPE       |
| Soraya Post                           | Svezia      | Iniziativa Femminista                                                      | S&D       |
| Cristian Dan Preda                    | Romania     | Partito del Movimento Popolare                                             | PPE       |
| Marcus Pretzell                       | Germania    | Alternativa per la Germania                                                | ECR       |
| Gabriele Preuss                       | Germania    | Partito Socialdemocratico di Germania                                      | S&D       |
| Franck Proust                         | Francia     | Unione per un Movimento Popolare                                           | PPE       |
| Godelieve Quisthoudt-Rowohl           | Germania    | Unione Cristiano-Democratica di Germania                                   | PPE       |
| Emil Radev                            | Bulgaria    | Cittadini per lo Sviluppo Europeo della Bulgaria                           | PPE       |
| Jozo Radoš                            | Croazia     | Partito Popolare Croato - Liberal Democratici                              | ALDE      |
| Paulo Rangel                          | Portogallo  | Alleanza Portogallo (Partito Social Democratico)                           | PPE       |
| Miloslav Ransdorf                     | Rep. Ceca   | Partito Comunista di Boemia e Moravia                                      | GUE/NGL   |
| Laurențiu Rebega                      | Romania     | Partito Conservatore                                                       | S&D       |
| Julia Reda                            | Germania    | Partito Pirata                                                             | Verdi/ALE |
| Viviane Reding                        | Lussemburgo | Partito Popolare Cristiano Sociale                                         | PPE       |
| Evelyn Regner                         | Austria     | Partito Socialdemocratico d'Austria                                        | S&D       |
| Olli Rehn                             | Finlandia   | Partito di Centro Finlandese                                               | ALDE      |
| Julia Reid                            | Regno Unito | Partito per l'Indipendenza del Regno Unito                                 | EFDD      |
| Michel Reimon                         | Austria     | I Verdi                                                                    | Verdi/ALE |
| Terry Reintke                         | Germania    | Alleanza 90/I Verdi                                                        | Verdi/ALE |
| Herbert Reul                          | Germania    | Unione Cristiano-Democratica di Germania                                   | PPE       |
| Christine Revault D'allonnes Bonnefoy | Francia     | Partito Socialista                                                         | S&D       |
| Sofia Ribeiro                         | Portogallo  | Alleanza Portogallo (Partito Social Democratico)                           | PPE       |
| Frédérique Ries                       | Belgio      | Movimento Riformatore                                                      | ALDE      |
| Dominique Riquet                      | Francia     | Unione del Centro (UDI - Partito Radicale)                                 | ALDE      |
| Michèle Rivasi                        | Francia     | Europa Ecologia I Verdi                                                    | Verdi/ALE |
| Robert Rochefort                      | Francia     | Unione del Centro (Movimento Democratico)                                  | ALDE      |
| Liliana Rodrigues                     | Portogallo  | Partito Socialista                                                         | S&D       |
| Maria João Rodrigues                  | Portogallo  | Partito Socialista                                                         | S&D       |
| Inmaculada Rodríguez-Piñero Fernández | Spagna      | Partito Socialista Operaio Spagnolo                                        | S&D       |
| Teresa Rodriguez-Rubio                | Spagna      | Podemos                                                                    | GUE/NGL   |
| Ulrike Rodust                         | Germania    | Partito Socialdemocratico di Germania                                      | S&D       |
| Jens Rohde                            | Danimarca   | Venstre                                                                    | ALDE      |
| Claude Rolin                          | Belgio      | Centro Democratico Umanista                                                | PPE       |
| Bronis Ropė                           | Lituania    | Unione dei Contadini e dei Verdi di Lituania                               | Verdi/ALE |
| Dariusz Rosati                        | Polonia     | Piattaforma Civica                                                         | PPE       |
| Virginie Rozière                      | Francia     | Partito Radicale di Sinistra                                               | S&D       |
| Fernando Ruas                         | Portogallo  | Alleanza Portogallo (Partito Social Democratico)                           | PPE       |
| Paul Rübig                            | Austria     | Partito Popolare Austriaco                                                 | PPE       |
| Tokia Saïfi                           | Francia     | Unione per un Movimento Popolare                                           | PPE       |
| Sofia Sakorafa                        | Grecia      | SYRIZA                                                                     | GUE/NGL   |
| Massimiliano Salini                   | Italia      | NCD-UDC (Nuovo Centrodestra)                                               | PPE       |
| Matteo Salvini                        | Italia      | Lega Nord                                                                  | NI        |
| Lola Sánchez Caldentey                | Spagna      | Podemos                                                                    | GUE/NGL   |
| Anne Sander                           | Francia     | Unione per un Movimento Popolare                                           | PPE       |
| Alfred Sant                           | Malta       | Partito Laburista                                                          | S&D       |
| Daciana Octavia Sârbu                 | Romania     | Partito Social Democratico                                                 | S&D       |
| Judith Sargentini                     | Paesi Bassi | Sinistra Verde                                                             | Verdi/ALE |
| Petri Sarvamaa                        | Finlandia   | Partito di Coalizione Nazionale                                            | PPE       |
| Jacek Saryusz-Wolski                  | Polonia     | Piattaforma Civica                                                         | PPE       |
| David Sassoli                         | Italia      | Partito Democratico                                                        | S&D       |
| Algirdas Saudargas                    | Lituania    | Unione della Patria - Democratici Cristiani di Lituania                    | PPE       |
| Marietje Schaake                      | Paesi Bassi | Democratici 66                                                             | ALDE      |
| Jean-Luc Schaffhauser                 | Francia     | Fronte Nazionale                                                           | NI        |
| Christel Schaldemose                  | Danimarca   | Socialdemocratici                                                          | S&D       |
| Elly Schlein                          | Italia      | Partito Democratico                                                        | S&D       |
| Claudia Schmidt                       | Austria     | Partito Popolare Austriaco                                                 | PPE       |
| Helmut Scholz                         | Germania    | Die Linke                                                                  | GUE/NGL   |
| György Schöpflin                      | Ungheria    | Fidesz - Unione Civica Ungherese                                           | PPE       |
| Annie Schreijer-Pierik                | Paesi Bassi | Appello Cristiano Democratico                                              | PPE       |
| Martin Schulz                         | Germania    | Partito Socialdemocratico di Germania                                      | S&D       |
| Sven Schulze                          | Germania    | Unione Cristiano-Democratica di Germania                                   | PPE       |
| Joachim Schuster                      | Germania    | Partito Socialdemocratico di Germania                                      | S&D       |
| Andreas Schwab                        | Germania    | Unione Cristiano-Democratica di Germania                                   | PPE       |
| Molly Scott Cato                      | Regno Unito | Partito Verde di Inghilterra e Galles                                      | Verdi/ALE |
| Jordi Vicent Sebastia Talavera        | Spagna      | Primavera Europea (Compromís - Blocco Nazionalista Valenciano)             | Verdi/ALE |
| Olga Sehnalová                        | Rep. Ceca   | Partito Social Democratico Ceco                                            | S&D       |
| Lidia Senra Rodríguez                 | Spagna      | La Sinistra Plurale (Sinistra Unita - Alternativa galega de esquerda)      | GUE/NGL   |
| Remo Sernagiotto                      | Italia      | Forza Italia                                                               | PPE       |
| Ricardo Serrão Santos                 | Portogallo  | Partito Socialista                                                         | S&D       |
| Jill Seymour                          | Regno Unito | Partito per l'Indipendenza del Regno Unito                                 | EFDD      |
| Czesław Adam Siekierski               | Polonia     | Partito Popolare Polacco                                                   | PPE       |
| Pedro Silva Pereira                   | Portogallo  | Partito Socialista                                                         | S&D       |
| Peter Simon                           | Germania    | Partito Socialdemocratico di Germania                                      | S&D       |
| Siôn Simon                            | Regno Unito | Partito Laburista                                                          | S&D       |
| Birgit Sippel                         | Germania    | Partito Socialdemocratico di Germania                                      | S&D       |
| Branislav Škripek                     | Slovacchia  | Gente Comune e Personalità Indipendenti                                    | ECR       |
| Davor Škrlec                          | Croazia     | Sviluppo Sostenibile della Croazia                                         | Verdi/ALE |
| Alyn Smith                            | Regno Unito | Partito Nazionale Scozzese                                                 | Verdi/ALE |
| Monika Smolková                       | Slovacchia  | Direzione - Socialdemocrazia                                               | S&D       |
| Csaba Sógor                           | Romania     | Unione Democratica Magiara di Romania                                      | PPE       |
| Michaela Šojdrová                     | Rep. Ceca   | Unione Cristiana e Democratica - Partito Popolare Cecoslovacco             | PPE       |
| Igor Šoltes                           | Slovenia    | Verjamem                                                                   | Verdi/ALE |
| Renate Sommer                         | Germania    | Unione Cristiano-Democratica di Germania                                   | PPE       |
| Martin Sonneborn                      | Germania    | Die PARTEI                                                                 | NI        |
| Renato Soru                           | Italia      | Partito Democratico                                                        | S&D       |
| Francisco Sosa Wagner                 | Spagna      | Unione Progresso e Democrazia                                              | ALDE      |
| Barbara Spinelli                      | Italia      | L'Altra Europa con Tsipras                                                 | GUE/NGL   |
| Maria Spyraki                         | Grecia      | Nuova Democrazia                                                           | PPE       |
| Bart Staes                            | Belgio      | Verdi                                                                      | Verdi/ALE |
| Sergej Stanišev                       | Bulgaria    | Partito Socialista Bulgaro                                                 | S&D       |
| Joachim Starbatty                     | Germania    | Alternativa per la Germania                                                | ECR       |
| Ivan Štefanec                         | Slovacchia  | Movimento Cristiano-Democratico                                            | PPE       |
| Jutta Steinruck                       | Germania    | Partito Socialdemocratico di Germania                                      | S&D       |
| Jaromír Štětina                       | Rep. Ceca   | TOP 09                                                                     | PPE       |
| Helga Stevens                         | Belgio      | Nuova Alleanza Fiamminga                                                   | ECR       |
| Davor Ivo Stier                       | Croazia     | Unione Democratica Croata                                                  | PPE       |
| Catherine Stihler                     | Regno Unito | Partito Laburista                                                          | S&D       |
| Theodor Stolojan                      | Romania     | Partito Democratico Liberale                                               | PPE       |
| Chrīstos Stylianidīs                  | Cipro       | Raggruppamento Democratico                                                 | PPE       |
| Olaf Stuger                           | Paesi Bassi | Partito per la Libertà                                                     | NI        |
| Dubravka Šuica                        | Croazia     | Unione Democratica Croata                                                  | PPE       |
| Richard Sulík                         | Slovacchia  | Libertà e Solidarietà                                                      | ALDE      |
| Patricija Šulin                       | Slovenia    | Partito Democratico Sloveno                                                | PPE       |
| Pavel Svoboda                         | Rep. Ceca   | Unione Cristiana e Democratica - Partito Popolare Cecoslovacco             | PPE       |
| Kay Swinburne                         | Regno Unito | Partito Conservatore                                                       | ECR       |
| Neoklis Sylikiotis                    | Cipro       | Partito Progressista dei Lavoratori                                        | GUE/NGL   |
| Eleftherios Synadinos                 | Grecia      | Alba Dorata                                                                | NI        |
| József Szájer                         | Ungheria    | Fidesz - Unione Civica Ungherese                                           | PPE       |
| Tibor Szanyi                          | Ungheria    | Partito Socialista Ungherese                                               | S&D       |
| Adam Szejnfeld                        | Polonia     | Piattaforma Civica                                                         | PPE       |
| Antonio Tajani                        | Italia      | Forza Italia                                                               | PPE       |
| Dario Tamburrano                      | Italia      | Movimento 5 Stelle                                                         | EFDD      |
| Claudiu Ciprian Tănăsescu             | Romania     | Partito Social Democratico                                                 | S&D       |
| Paul Tang                             | Paesi Bassi | Partito del Lavoro                                                         | S&D       |
| Charles Tannock                       | Regno Unito | Partito Conservatore                                                       | ECR       |
| Claudia Tapardel                      | Romania     | Partito Social Democratico                                                 | S&D       |
| Marc Tarabella                        | Belgio      | Partito Socialista                                                         | S&D       |
| Indrek Tarand                         | Estonia     | Indipendente                                                               | Verdi/ALE |
| Keith Taylor                          | Regno Unito | Partito Verde di Inghilterra e Galles                                      | Verdi/ALE |
| Pavel Telička                         | Rep. Ceca   | ANO 2011                                                                   | ALDE      |
| Sampo Terho                           | Finlandia   | Veri Finlandesi                                                            | ECR       |
| Josep-Maria Terricabras               | Spagna      | La Sinistra per il Diritto a Decidere (Sinistra Repubblicana di Catalogna) | Verdi/ALE |
| Eleni Theocharous                     | Cipro       | Raggruppamento Democratico                                                 | PPE       |
| Michael Theurer                       | Germania    | Partito Liberale Democratico                                               | ALDE      |
| Marianne Thyssen                      | Belgio      | Cristiano-Democratici e Fiamminghi                                         | PPE       |
| Isabelle Thomas                       | Francia     | Partito Socialista                                                         | S&D       |
| Róża Gräfin Von Thun Und Hohenstein   | Polonia     | Piattaforma Civica                                                         | PPE       |
| Patrizia Toia                         | Italia      | Partito Democratico                                                        | S&D       |
| László Tőkés                          | Ungheria    | Fidesz - Unione Civica Ungherese                                           | PPE       |
| Valdemar Tomaševski                   | Lituania    | Azione Elettorale dei Polacchi in Lituania                                 | ECR       |
| Ruža Tomašić                          | Croazia     | Partito Conservatore Croato                                                | ECR       |
| Romana Tomc                           | Slovenia    | Partito Democratico Sloveno                                                | PPE       |
| Yana Toom                             | Estonia     | Partito di Centro Estone                                                   | ALDE      |
| Ulla Tørnæs                           | Danimarca   | Venstre                                                                    | ALDE      |
| Nils Torvalds                         | Finlandia   | Partito Popolare Svedese di Finlandia                                      | ALDE      |
| Evžen Tošenovský                      | Rep. Ceca   | Partito Democratico Civico                                                 | ECR       |
| Flavio Tosi                           | Italia      | Lega Nord                                                                  | NI        |
| Giovanni Toti                         | Italia      | Forza Italia                                                               | PPE       |
| Ulrike Trebesius                      | Germania    | Alternativa per la Germania                                                | ECR       |
| Ramon Tremosa i Balcells              | Spagna      | Coalizione per l'Europa (Convergenza Democratica di Catalogna)             | ALDE      |
| Mylène Troszczynski                   | Francia     | Fronte Nazionale                                                           | NI        |
| Helga Trüpel                          | Germania    | Alleanza 90/I Verdi                                                        | Verdi/ALE |
| Claude Turmes                         | Lussemburgo | I Verdi                                                                    | Verdi/ALE |
| Kazimierz Michał Ujazdowski           | Polonia     | Diritto e Giustizia                                                        | ECR       |
| István Ujhelyi                        | Ungheria    | Partito Socialista Ungherese                                               | S&D       |
| Marita Ulvskog                        | Svezia      | Partito Socialdemocratico dei Lavoratori di Svezia                         | S&D       |
| Traian Ungureanu                      | Romania     | Partito Democratico Liberale                                               | PPE       |
| Ernest Urtasun                        | Spagna      | La Sinistra Plurale (Iniziativa per la Catalogna Verdi)                    | Verdi/ALE |
| Vladimir Urutchev                     | Bulgaria    | Cittadini per lo Sviluppo Europeo della Bulgaria                           | PPE       |
| Viktor Uspaskich                      | Lituania    | Partito del Lavoro                                                         | ALDE      |
| Ivo Vajgl                             | Slovenia    | Partito Democratico dei Pensionati della Slovenia                          | ALDE      |
| Ramón Luis Valcárcel Siso             | Spagna      | Partito Popolare                                                           | PPE       |
| Adina-Ioana Vălean                    | Romania     | Partito Nazionale Liberale                                                 | PPE       |
| Elena Valenciano                      | Spagna      | Partito Socialista Operaio Spagnolo                                        | S&D       |
| Bodil Valero                          | Svezia      | Partito Ambientalista i Verdi                                              | Verdi/ALE |
| Marco Valli                           | Italia      | Movimento 5 Stelle                                                         | EFDD      |
| Ángela Vallina                        | Spagna      | La Sinistra Plurale (Sinistra Unita)                                       | GUE/NGL   |
| Monika Vana                           | Austria     | I Verdi                                                                    | Verdi/ALE |
| Kathleen Van Brempt                   | Belgio      | Partito Socialista Differente                                              | S&D       |
| Geoffrey Van Orden                    | Regno Unito | Partito Conservatore                                                       | ECR       |
| Johan Van Overtveldt                  | Belgio      | Nuova Alleanza Fiamminga                                                   | ECR       |
| Derek Vaughan                         | Regno Unito | Partito Laburista                                                          | S&D       |
| Paavo Väyrynen                        | Finlandia   | Partito di Centro Finlandese                                               | ALDE      |
| Marie-Christine Vergiat               | Francia     | Fronte di Sinistra (Indipendente)                                          | GUE/NGL   |
| Sabine Verheyen                       | Germania    | Unione Cristiano-Democratica di Germania                                   | PPE       |
| Guy Verhofstadt                       | Belgio      | Liberali e Democratici Fiamminghi Aperti                                   | ALDE      |
| Miguel Viegas                         | Portogallo  | Coalizione Democratica Unitaria (Partito Comunista Portoghese)             | GUE/NGL   |
| Harald Vilimsky                       | Austria     | Partito della Libertà Austriaco                                            | NI        |
| Carlo Jiménez Villarejo               | Spagna      | Podemos                                                                    | GUE/NGL   |
| Daniele Viotti                        | Italia      | Partito Democratico                                                        | S&D       |
| Henna Virkkunen                       | Finlandia   | Partito di Coalizione Nazionale                                            | PPE       |
| Anders Primdahl Vistisen              | Danimarca   | Partito Popolare Danese                                                    | ECR       |
| Udo Voigt                             | Germania    | Partito Nazionaldemocratico di Germania                                    | NI        |
| Beatrix Von Storch                    | Germania    | Alternativa per la Germania                                                | ECR       |
| Axel Voss                             | Germania    | Unione Cristiano-Democratica di Germania                                   | PPE       |
| Elissavet Vozemberg                   | Grecia      | Nuova Democrazia                                                           | PPE       |
| Jarosław Wałęsa                       | Polonia     | Piattaforma Civica                                                         | PPE       |
| Julie Ward                            | Regno Unito | Partito Laburista                                                          | S&D       |
| Manfred Weber                         | Germania    | Unione Cristiano-Sociale in Baviera                                        | PPE       |
| Renate Weber                          | Romania     | Partito Nazionale Liberale                                                 | PPE       |
| Josef Weidenholzer                    | Austria     | Partito Socialdemocratico d'Austria                                        | S&D       |
| Jakob Von Weizsäcker                  | Germania    | Partito Socialdemocratico di Germania                                      | S&D       |
| Bogdan Brunon Wenta                   | Polonia     | Piattaforma Civica                                                         | PPE       |
| Martina Werner                        | Germania    | Partito Socialdemocratico di Germania                                      | S&D       |
| Kerstin Westphal                      | Germania    | Partito Socialdemocratico di Germania                                      | S&D       |
| Rainer Wieland                        | Germania    | Unione Cristiano-Democratica di Germania                                   | PPE       |
| Cecilia Wikström                      | Svezia      | Partito Popolare Liberale                                                  | ALDE      |
| Glenis Willmott                       | Regno Unito | Partito Laburista                                                          | S&D       |
| Kristina Winberg                      | Svezia      | Democratici Svedesi                                                        | EFDD      |
| Hermann Winkler                       | Germania    | Unione Cristiano-Democratica di Germania                                   | PPE       |
| Iuliu Winkler                         | Romania     | Unione Democratica Magiara di Romania                                      | PPE       |
| Jadwiga Wiśniewska                    | Polonia     | Diritto e Giustizia                                                        | ECR       |
| Janusz Wojciechowski                  | Polonia     | Diritto e Giustizia                                                        | ECR       |
| Steven Woolfe                         | Regno Unito | Partito per l'Indipendenza del Regno Unito                                 | EFDD      |
| Anna Záborská                         | Slovacchia  | Movimento Cristiano-Democratico                                            | PPE       |
| Theodōros Zagorakīs                   | Grecia      | Nuova Democrazia                                                           | PPE       |
| Jan Zahradil                          | Rep. Ceca   | Partito Democratico Civico                                                 | ECR       |
| Boris Zala                            | Slovacchia  | Direzione - Socialdemocrazia                                               | S&D       |
| Pablo Zalba Bidegain                  | Spagna      | Partito Popolare                                                           | PPE       |
| Marco Zanni                           | Italia      | Movimento 5 Stelle                                                         | EFDD      |
| Flavio Zanonato                       | Italia      | Partito Democratico                                                        | S&D       |
| Sōtīrios Zarianopoulos                | Grecia      | Partito Comunista di Grecia                                                | NI        |
| Tatjana Ždanoka                       | Lettonia    | Unione Russa di Lettonia                                                   | Verdi/ALE |
| Tomáš Zdechovský                      | Rep. Ceca   | Unione Cristiana e Democratica - Partito Popolare Cecoslovacco             | PPE       |
| Bogdan Andrzej Zdrojewski             | Polonia     | Piattaforma Civica                                                         | PPE       |
| Joachim Zeller                        | Germania    | Unione Cristiano-Democratica di Germania                                   | PPE       |
| Janusz Zemke                          | Polonia     | SLD - UP (Alleanza della Sinistra Democratica)                             | S&D       |
| Roberts Zīle                          | Lettonia    | Alleanza Nazionale                                                         | ECR       |
| Gabriele Zimmer                       | Germania    | Die Linke                                                                  | GUE/NGL   |
| Jana Žitňanská                        | Slovacchia  | Nuova Maggioranza                                                          | ECR       |
| Kosma Złotowski                       | Polonia     | Diritto e Giustizia                                                        | ECR       |
| Stanisław Żółtek                      | Polonia     | Congresso della Nuova Destra                                               | NI        |
| Carlos Zorrinho                       | Portogallo  | Partito Socialista                                                         | S&D       |
| Inês Cristina Zuber                   | Portogallo  | Coalizione Democratica Unitaria (Partito Comunista Portoghese)             | GUE/NGL   |
| Marco Zullo                           | Italia      | Movimento 5 Stelle                                                         | EFDD      |
| Milan Zver                            | Slovenia    | Partito Democratico Sloveno                                                | PPE       |
| Tadeusz Zwiefka                       | Polonia     | Piattaforma Civica                                                         | PPE       |

## Modifiche intervenute

### Europarlamentari uscenti e subentranti
| Uscente                        | Entrante                              | Stato       | Lista                                                                      | Gruppo                               | Data       |
| ------------------------------ | ------------------------------------- | ----------- | -------------------------------------------------------------------------- | ------------------------------------ | ---------- |
| Flavio Tosi                    | Lorenzo Fontana                       | Italia      | Lega Nord                                                                  | NI                                   | 11.07.2014 |
| Willy Meyer                    | Javier Couso Permuy                   | Spagna      | La Sinistra Plurale (Sinistra Unita)                                       | GUE/NGL                              | 15.07.2014 |
| Carlo Jiménez Villarejo        | Tania González Peñas                  | Spagna      | Podemos                                                                    | GUE/NGL                              | 11.09.2014 |
| Isabella Lövin                 | Linnéa Engström                       | Svezia      | Partito Ambientalista i Verdi                                              | Verdi/ALE                            | 08.10.2014 |
| Johan Van Overtveldt           | Sander Loones                         | Belgio      | Nuova Alleanza Fiamminga                                                   | ECR                                  | 14.10.2014 |
| Corina Crețu                   | Emilian Pavel                         | Romania     | Partito Social Democratico                                                 | S&D                                  | 01.11.2014 |
| Valdis Dombrovskis             | Inese Vaidere                         | Lettonia    | Unità                                                                      | PPE                                  | 01.11.2014 |
| Andrus Ansip                   | Urmas Paet                            | Estonia     | Partito Riformatore Estone                                                 | ALDE                                 | 03.11.2014 |
| Chrīstos Stylianidīs           | Lefteris Christoforou                 | Cipro       | Raggruppamento Democratico                                                 | PPE                                  | 03.11.2014 |
| Miguel Arias Cañete            | Carlos Iturgaiz                       | Spagna      | Partito Popolare                                                           | PPE                                  | 06.11.2014 |
| Marianne Thyssen               | Tom Vandenkendelaere                  | Belgio      | Cristiano-Democratici e Fiamminghi                                         | PPE                                  | 06.11.2014 |
| Francisco Sosa Wagner          | Enrique Calvet Chambon                | Spagna      | Unione Progresso e Democrazia                                              | ALDE                                 | 20.11.2014 |
| Tomislav Dončev                | Andrej Kovačev                        | Bulgaria    | Cittadini per lo Sviluppo Europeo della Bulgaria                           | PPE                                  | 24.11.2014 |
| Annemie Neyts-Uyttebroeck      | Hilde Vautmans                        | Belgio      | Liberali e Democratici Fiamminghi Aperti                                   | ALDE                                 | 01.01.2015 |
| Philip Bradbourn               | Daniel Dalton                         | Regno Unito | Partito Conservatore                                                       | ECR                                  | 08.01.2015 |
| Louis Ide                      | Anneleen Van Bossuyt                  | Belgio      | Nuova Alleanza Fiamminga                                                   | ECR                                  | 08.01.2015 |
| Georgios Katrougkalos          | Stelios Kouloglou                     | Grecia      | SYRIZA                                                                     | GUE/NGL                              | 27.01.2015 |
| Alessandra Moretti             | Damiano Zoffoli                       | Italia      | Partito Democratico                                                        | S&D                                  | 18.02.2015 |
| Eduard-Raul Hellvig            | Mihai Ţurcanu                         | Romania     | Partito Nazionale Liberale                                                 | PPE                                  | 02.03.2015 |
| Teresa Rodriguez-Rubio         | Miguel Urbán Crespo                   | Spagna      | Podemos                                                                    | GUE/NGL                              | 05.03.2015 |
| Pablo Echenique                | Estefanía Torres Martínez             | Spagna      | Podemos                                                                    | GUE/NGL                              | 27.03.2015 |
| Sampo Terho                    | Pirkko Ruohonen-Lerner                | Finlandia   | Veri Finlandesi                                                            | ECR                                  | 27.04.2015 |
| Olli Rehn                      | Hannu Takkula                         | Finlandia   | Partito di Centro Finlandese                                               | ALDE                                 | 27.04.2015 |
| Andrzej Duda                   | Edward Czesak                         | Polonia     | Diritto e Giustizia                                                        | ECR                                  | 11.06.2015 |
| Jörg Leichtfried               | Karoline Graswander-Hainz             | Austria     | Partito Socialdemocratico d'Austria                                        | S&D                                  | 09.07.2015 |
| Giovanni Toti                  | Stefano Maullu                        | Italia      | Forza Italia                                                               | PPE                                  | 13.07.2015 |
| Manolis Glezos                 | Nikolaos Chountis                     | Grecia      | SYRIZA                                                                     | GUE/NGL                              | 20.07.2015 |
| Hans Jansen                    | Auke Zijlstra                         | Paesi Bassi | Partito per la Libertà                                                     | NI                                   | 01.09.2015 |
| Marit Paulsen                  | Jasenko Selimovic                     | Svezia      | Liberali                                                                   | ALDE                                 | 30.09.2015 |
| Pablo Iglesias Turrión         | Xabier Benito Ziluaga                 | Spagna      | Podemos                                                                    | GUE/NGL                              | 25.11.2015 |
| Fernando Maura Barandiarán     | María Teresa Giménez Barbat           | Spagna      | Unione Progresso e Democrazia                                              | ALDE                                 | 25.11.2015 |
| Marek Józef Gróbarczyk         | Czesław Hoc                           | Polonia     | Diritto e Giustizia                                                        | ECR                                  | 27.11.2015 |
| Dawid Bohdan Jackiewicz        | Sławomir Kłosowski                    | Polonia     | Diritto e Giustizia                                                        | ECR                                  | 27.11.2015 |
| Inês Cristina Zuber            | João Pimenta Lopes                    | Portogallo  | Coalizione Democratica Unitaria (Partito Comunista Portoghese)             | GUE/NGL                              | 31.01.2016 |
| Juan Carlos Girauta Vidal      | Carolina Punset                       | Spagna      | Ciudadanos                                                                 | ALDE                                 | 03.02.2016 |
| Miloslav Ransdorf              | Jaromír Kohlíček                      | Rep. Ceca   | Partito Comunista di Boemia e Moravia                                      | GUE/NGL                              | 04.02.2016 |
| Ulla Tørnæs                    | Morten Løkkegaard                     | Danimarca   | Venstre                                                                    | ALDE                                 | 03.03.2016 |
| Philippe De Backer             | Lieve Wierinck                        | Belgio      | Liberali e Democratici Fiamminghi Aperti                                   | ALDE                                 | 04.05.2016 |
| Gabrielius Landsbergis         | Laima Liucija Andrikienė              | Lituania    | Unione della Patria - Democratici Cristiani di Lituania                    | PPE                                  | 30.05.2016 |
| Peter Eriksson                 | Jakop Dalunde                         | Svezia      | Partito Ambientalista i Verdi                                              | Verdi/ALE                            | 07.06.2016 |
| Janusz Wojciechowski           | Urszula Krupa                         | Polonia     | Diritto e Giustizia (poi Indipendente)                                     | ECR                                  | 24.06.2016 |
| Elisa Ferreira                 | Manuel dos Santos                     | Portogallo  | Partito Socialista                                                         | S&D                                  | 28.06.2016 |
| Gianluca Buonanno              | Angelo Ciocca                         | Italia      | Lega Nord                                                                  | Europa delle Nazioni e della Libertà | 07.07.2016 |
| Jordi Vicent Sebastia Talavera | Florent Marcellesi                    | Spagna      | Primavera Europea (Equo)                                                   | Verdi/ALE                            | 11.10.2016 |
| Andrej Plenković               | Ivica Tolić                           | Croazia     | Unione Democratica Croata                                                  | PPE                                  | 24.10.2016 |
| Davor Ivo Stier                | Željana Zovko                         | Croazia     | Unione Democratica Croata                                                  | PPE                                  | 24.10.2016 |
| Matthias Groote                | Tiemo Wölken                          | Germania    | Partito Socialdemocratico di Germania                                      | S&D                                  | 14.11.2016 |
| Richard Howitt                 | Alex Mayer                            | Regno Unito | Partito Laburista                                                          | S&D                                  | 15.11.2016 |
| Timothy Kirkhope               | John Procter                          | Regno Unito | Partito Conservatore                                                       | ECR                                  | 17.11.2016 |
| Pablo Zalba Bidegain           | José Ignacio Salafranca Sánchez-Neyra | Spagna      | Partito Popolare                                                           | PPE                                  | 03.01.2017 |
| Ernest Maragall                | Jordi Solé                            | Spagna      | La Sinistra per il Diritto a Decidere (Sinistra Repubblicana di Catalogna) | Verdi/ALE                            | 03.01.2017 |
| Iliana Iotova                  | Peter Kouroumbashev                   | Bulgaria    | Partito Socialista Bulgaro                                                 | S&D                                  | 17.01.2017 |
| Martin Schulz                  | Arndt Kohn                            | Germania    | Partito Socialdemocratico di Germania                                      | S&D                                  | 24.02.2017 |
| Sylvie Goulard                 | Thierry Cornillet                     | Francia     | Unione del Centro (Partito Radicale)                                       | ALDE                                 | 18.05.2017 |
| Marielle de Sarnez             | Patricia Lalonde                      | Francia     | Unione del Centro (Unione dei Democratici e degli Indipendenti)            | ALDE                                 | 18.05.2017 |
| Vicky Maeijer                  | André Elissen                         | Paesi Bassi | Partito per la Libertà                                                     | Europa delle Nazioni e della Libertà | 13.06.2017 |
| Marine Le Pen                  | Christelle Letard-Lechevalier         | Francia     | Fronte Nazionale                                                           | Europa delle Nazioni e della Libertà | 19.06.2017 |
| Jean-Luc Mélenchon             | Marie-Pierre Vieu                     | Francia     | Fronte di Sinistra (Partito Comunista Francese)                            | GUE/NGL                              | 19.06.2017 |
| Therese Comodini Cachia        | Francis Zammit Dimech                 | Malta       | Partito Nazionalista                                                       | PPE                                  | 24.06.2017 |
| Vicky Ford                     | John Flack                            | Regno Unito | Partito Conservatore                                                       | ECR                                  | 28.06.2017 |
| Afzal Khan                     | Wajid Khan                            | Regno Unito | Partito Laburista                                                          | S&D                                  | 29.06.2017 |
| Andrew Lewer                   | Rupert Matthews                       | Regno Unito | Partito Conservatore                                                       | ECR                                  | 29.06.2017 |
| Anneliese Dodds                | John Howarth                          | Regno Unito | Partito Laburista                                                          | S&D                                  | 30.06.2017 |
| Louis Aliot                    | France Jamet                          | Francia     | Fronte Nazionale                                                           | Europa delle Nazioni e della Libertà | 21.07.2017 |
| Herbert Reul                   | Dennis Radtke                         | Germania    | Unione Cristiano-Democratica di Germania                                   | PPE                                  | 24.07.2017 |
| Roger Helmer                   | Jonathan Bullock                      | Regno Unito | Partito per l'Indipendenza del Regno Unito                                 | EFDD                                 | 01.08.2017 |
| Petr Mach                      | Jiří Payne                            | Rep. Ceca   | Partito dei Liberi Cittadini                                               | EFDD                                 | 05.09.2017 |
| Ian Duncan                     | Baroness Nosheena Mobarik             | Regno Unito | Partito Conservatore                                                       | ECR                                  | 08.09.2017 |
| Victor Negrescu                | Răzvan Popa                           | Romania     | Partito Social Democratico                                                 | S&D                                  | 13.09.2017 |
| Mariya Gabriel                 | Asim Ademov                           | Bulgaria    | Cittadini per lo Sviluppo Europeo della Bulgaria                           | PPE                                  | 14.09.2017 |
| Ildikó Gáll-Pelcz              | Lívia Járóka                          | Ungheria    | Fidesz - Unione Civica Ungherese                                           | PPE                                  | 15.09.2017 |
| Glenis Willmott                | Rory Palmer                           | Regno Unito | Partito Laburista                                                          | S&D                                  | 03.10.2017 |
| Michael Theurer                | Wolf Klinz                            | Germania    | Partito Liberale Democratico                                               | ALDE                                 | 06.11.2017 |
| Marju Lauristin                | Ivari Padar                           | Estonia     | Partito Socialdemocratico                                                  | S&D                                  | 06.11.2017 |
| Alexander Graf Lambsdorff      | Nadja Hirsch                          | Germania    | Partito Liberale Democratico                                               | ALDE                                 | 08.11.2017 |
| Beatrix Von Storch             | Jörg Meuthen                          | Germania    | Alternativa per la Germania                                                | EFDD                                 | 08.11.2017 |
| Fabio De Masi                  | Martin Schirdewan                     | Germania    | Die Linke                                                                  | GUE/NGL                              | 08.11.2017 |
| Ulrike Lunacek                 | Thomas Waitz                          | Austria     | I Verdi                                                                    | Verdi/ALE                            | 10.11.2017 |
| Cora Van Nieuwenhuizen         | Caroline Nagtegaal                    | Paesi Bassi | Partito Popolare per la Libertà e la Democrazia                            | ALDE                                 | 14.11.2017 |
| Elisabeth Köstinger            | Lukas Mandl                           | Austria     | Partito Popolare Austriaco                                                 | PPE                                  | 30.11.2017 |
| Constance Le Grip              | Geoffroy Didier                       | Francia     | Unione per un Movimento Popolare (I Repubblicani)                          | PPE                                  | 01.12.2017 |
| Jutta Steinruck                | Michael Detjen                        | Germania    | Partito Socialdemocratico di Germania                                      | S&D                                  | 01.01.2018 |
| Viorica Dăncilă                | Maria Gabriela Zoană                  | Romania     | Partito Social Democratico                                                 | S&D                                  | 30.01.2018 |
| Édouard Ferrand                | Jacques Colombier                     | Francia     | Fronte Nazionale                                                           | Europa delle Nazioni e della Libertà | 02.02.2018 |
| Josu Juaristi Abaunz           | Ana Maria Miranda Paz                 | Spagna      | Los Pueblos Deciden (Blocco Nazionalista Galiziano)                        | GUE/NGL                              | 28.02.2018 |
| Hannu Takkula                  | Elsi Katainen                         | Finlandia   | Partito di Centro Finlandese                                               | ALDE                                 | 01.03.2018 |
| Tatjana Ždanoka                | Miroslavs Mitrofanovs                 | Lettonia    | Unione Russa di Lettonia                                                   | Verdi/ALE                            | 05.03.2018 |
| Janusz Korwin-Mikke            | Dobromir Sośnierz                     | Polonia     | Congresso della Nuova Destra (Libertà)                                     | NI                                   | 22.03.2018 |
| Jens Nilsson                   | Aleksander Gabelic                    | Svezia      | Partito Socialdemocratico dei Lavoratori di Svezia                         | S&D                                  | 04.04.2018 |
| Gianni Pittella                | Giuseppe Ferrandino                   | Italia      | Partito Democratico                                                        | S&D                                  | 17.04.2018 |
| Matteo Salvini                 | Oscar Lancini                         | Italia      | Lega Nord                                                                  | Europa delle Nazioni e della Libertà | 17.04.2018 |
| Lorenzo Fontana                | Giancarlo Scottà                      | Italia      | Lega Nord                                                                  | Europa delle Nazioni e della Libertà | 17.04.2018 |
| Jean-Paul Denanot              | Karine Gloanec Maurin                 | Francia     | Partito Socialista                                                         | S&D                                  | 11.06.2018 |
| Paavo Väyrynen                 | Mirja Vehkaperä                       | Finlandia   | Partito di Centro Finlandese                                               | ALDE                                 | 12.06.2018 |
| Claude Turmes                  | Tilly Metz                            | Lussemburgo | I Verdi                                                                    | Verdi/ALE                            | 20.06.2018 |
| Jan Philipp Albrecht           | Romeo Franz                           | Germania    | Alleanza 90/I Verdi                                                        | Verdi/ALE                            | 03.07.2018 |
| Salvo Pogliese                 | Gianfranco Micciché                   | Italia      | Forza Italia                                                               | PPE                                  | 19.07.2018 |
| Gianfranco Micciché            | Innocenzo Leontini                    | Italia      | Forza Italia                                                               | PPE                                  | 20.08.2018 |
| Viviane Reding                 | Christophe Hansen                     | Lussemburgo | Partito Popolare Cristiano Sociale                                         | PPE                                  | 02.09.2018 |
| Kaja Kallas                    | Igor Gräzin                           | Estonia     | Partito Riformatore Estone                                                 | ALDE                                 | 05.09.2018 |
| Burkhard Balz                  | Stefan Gehrold                        | Germania    | Unione Cristiano-Democratica di Germania                                   | PPE                                  | 20.09.2018 |
| Lars Adaktusson                | Anders Sellström                      | Svezia      | Democratici Cristiani                                                      | PPE                                  | 03.10.2018 |
| Bogdan Brunon Wenta            | Bogusław Sonik                        | Polonia     | Piattaforma Civica                                                         | PPE                                  | 20.11.2018 |
| Sander Loones                  | Ralph Packet                          | Belgio      | Nuova Alleanza Fiamminga                                                   | ECR                                  | 22.11.2018 |
| Artis Pabriks                  | Kārlis Šadurskis                      | Lettonia    | Unità                                                                      | PPE                                  | 28.11.2018 |
| Jakob Von Weizsäcker           | Babette Winter                        | Germania    | Partito Socialdemocratico di Germania                                      | S&D                                  | 10.01.2019 |
| Arturs Krišjānis Kariņš        | Aleksejs Loskutovs                    | Lettonia    | Unità                                                                      | PPE                                  | 24.01.2019 |
| Ivari Padar                    | Hannes Hanso                          | Estonia     | Partito Socialdemocratico                                                  | S&D                                  | 04.04.2019 |
| Teresa Jiménez-Becerril Barrio | Pablo Arias Echeverría                | Spagna      | Partito Popolare                                                           | PPE                                  | 21.05.2019 |
| Sergio Gutiérrez Prieto        | non surrogato                         | Spagna      | Partito Socialista Operaio Spagnolo                                        | –                                    | –          |
| Catherine Stihler              | non surrogata                         | Scozia      | Partito Laburista Scozzese                                                 | –                                    | –          |
| Linda Mcavan                   | non surrogata                         | Inghilterra | Partito Laburista                                                          | –                                    | –          |

### Costituzione di nuovi gruppi politici
- In data 15.06.2015 si costituisce il gruppo Europa delle Nazioni e della Libertà (ENL), al quale aderiscono 36 europarlamentari:
  - 4 del Partito Popolare Austriaco (Austria);
  - 1 del Vlaams Belang (Belgio);
  - 20 del Fronte Nazionale (Francia), su 24 europarlamentari eletti (uno dei quali - Joëlle Bergeron -, lasciato il partito prima dell'inaugurazione della legislatura, si era iscritto al gruppo EFDD; restarono nel gruppo NI 3 europarlamentari - Bruno Gollnisch, Jean-Marie Le Pen e Aymeric Chauprade, il quale aderì al gruppo ENL in data 24.06.2015, salvo tornare nel gruppo NI in data 10.11.2015);
  - 5 della Lega Nord (Italia);
  - 3 del Partito per la Libertà (Paesi Bassi) su 4 europarlamentari eletti (per la vacanza del seggio di Hans Jansen, deceduto, cui subentrò successivamente Auke Zijlstra, aderente al gruppo NI e poi iscrittosi al gruppo ENL);
  - 2 del Congresso della Nuova Destra (Polonia), su 4 europarlamentari eletti (restarono nel gruppo NI Robert Jarosław Iwaszkiewicz e Janusz Korwin-Mikke, che lasciarono il partito aderendo a KORWiN);
  - 1 indipendente (Regno Unito), già Partito per l'Indipendenza del Regno Unito (Janice Atkinson).

Dei 36 europarlamentari iscrittisi al gruppo, 35 provenivano dal gruppo NI e uno (ex UKIP) dal gruppo EFDD.